# فقه اللغة
فقه اللغة (بالإنجليزية: Philology)‏ (نقحرة: فيلولوجيا) هو علم دراسة اللغة من المصادر التاريخية الشفوية والمكتوبة.

## فقه اللغة المقارن
ركز علماء اللغويات مع بداية القرن التاسع عشر على التحليل التاريخي المقارن للغة، بدراسة النصوص المكتوبة، واكتشاف عناصر التشابه بين لغة وأخرى، وملاحظة التغيرات التي تطرأ على اللغة عبر الزمن، ومقارنة التغيرات التاريخية بين اللغات المتشابهة.
توسعت الدراسات اللغوية مع بداية القرن العشرين، وشملت اللغات غير المكتوبة، واعتبرت النظرية البنوية أن اللغة نظام مؤسس على بنية شديدة التنظيم، وصارت أحد أهم نظريات اللغويات مع نشر الكتاب الهام (منهج في اللغويات العامة Cours de linguistique générale-Course in General Linguistics) لعالم اللسانيات السويسري فرديناند دو سوسور، خاصة بعدما اعتبر تلامذة فرديناند دو سوسور هذا الكتاب بداية للعلوم اللغوية الحديثة، واستمروا في عملهم على ما أطلق عليه معلمهم (الخطاب الفعلي Actual speech) وميزه عما سماه المعلومات الكامنة في الخطاب؛ إذ يرى سوسور أن (الكلام المنطوق = الخطاب الفعلي) يتضمن نماذج (instances) لقواعد اللغة، ومهمة الباحث اكتشاف القواعد النحوية الكامنة في أي لغة بدراسة نماذج القواعد التي يتضمنها الكلام المنطوق.
ويرى البنويون في قواعد النحو نظاما للعلاقات مهمته العمل على شرح الخطاب وإيضاحه، ويختلف هذا المفهوم عن المفهوم الوصفي للغة الذي يعتبر النحو مجموعة نماذج الكلام المنطوق.
وما أن استقر اللغويون على دراسة اللغة كمنظومة قواعد مجردة لا تتحقق إلا بالخطاب، اهتم دارسون آخرون بدراسة عناصر التشابه بين اللغة وبين أشكال السلوك الإنساني الأخرى انطلاقاً من المفهوم البنوي الذي يعتبر الثقافة الواحدة مؤسسة على بنية مشتركة مكونة من عناصر ثقافية كامنة في هذه الثقافة، فعلى سبيل المثال تجلى اهتمام علماء الاناسة (الأنثربولوجيون) باللغويات البنوية في الاستفادة منها لتفسير وتحليل الأساطير والعقائد الدينية، والتعرف على عناصر التشابه فيما بينها للجماعات العرقية المختلفة.
كان لسوسور أثر عميق في علوم اللغة في أوروبا وأمريكا، فطور عالم اللغويات الأمريكي ليونارد بلومفيلد (Leonard Bloomfield) مدرسة أمريكية في اللغويات البنوية إلا أن أثر سوسور بدا أوضح ما يكون في أوروبا خاصة فرنسا وتشيكيا (جزء من تشيكوسلوفاكيا السابقة)، حيث أسس عالم اللغويات التشيكي فيلم ماثيسيوس (Vilem Mathesius) حلقة براغ التي ضمت مجموعة من المهتمين، توسعوا في مجالات البحث اللغوي، وأدخلوا سياقات الاستخدام اللغوي (context of language use) وطوروا علم الصوتيات (phonology) وأثبتوا وجود خصائص مشتركة بين أصوات كل اللغات الإنسانية، وأن نظماً متشابهة تحكم إنتاج الأصوات الإنسانية، وأن جهود اللغويات التحليلية يجب أن تنصب على اكتشاف خصائص الصوت المميزة أكثر من الاهتمام بطرق جمع صوت مع آخر، وركزت حلقة براغ جهودها للتعرف على الخصائص المشتركة بين الوحدات الصوتية الأساسية المتشابهة في اللغات المختلفة في الوقت الذي انصبت فيه جهود الوصفيين على تحديد وتوصيف كل صوتة في كل لغة معروفة لديهم.
تغير أسلوب البحث اللغوي مع نهاية الستينات الميلادية ولم يعد أسلوب شجرة العائلة اللغوية كافياً للوفاء بالاحتياجات المعرفية المتزايدة في البحث اللغوي، وتشكل منهجا بحثيا جديدا معني بالخصائص المشتركة بين اللغات، ومقارنة البني اللغوية، والقواعد النحوية لأكثر من لغة، والبحث عن فهم أعمق وأكثر واقعية لتاريخ اللغة، وعدم إغفال دور الاحتكاك الثقافي بين لغة ولغات أخرى في تطور هذه اللغة، انطلاقاً من فرضية أن اللغة تنحدر منها لغات جديدة يستحيل أن تظل بمنأى عن التأثر والتغير، وأحدثت هذه التطورات تداخلاً معرفياً انفتحت به اللسانيات على العلوم الأخرى، فأخذت منها وأعطتها نظريات ومناهج بحث أدت لنشوء مجالات بحثية ومعرفية جديدة عبر تخصصية (interdisciplinary) تستخدم اللغويات اعتماداً على مرجعية معرفية علمية مشتركة.

## فقه الحروف
الجدير بالذكر أن الباحث الدكتور محمد سعيد عبيدالله، واضع حساب فقه الحروف، ردَ اللغة العربية إلى مَنْشَئِها من خلال بحث قضى فيه سنوات طويلة مستدركاً فيه أثَرَ العلاَّمة اللغوي الشيخ محمد فؤاد عبد الباقي صاحب معجم الفاظ القرآن الكريم وقد عُرف البحث بين المتخصصين بـ (أصول فقه الحروف).
والحروف هي: الحروف الهجائية، وفقهها معرفة ترتيبها الفقهي ووزنها العددي وحِسابها اللغوي، وأثر الحرف في بِناء الكلمة، وذلك للفصل بين الأشباه والنظائر من المفردات المترادفة، وترتيب معانيها ترتيباً حسابياً، من حيث التقديم والتأخير، قبل دخولها على المسائل التفسيرية والقواعد الشرعية، وقد جاء ترتيب الحروف وضبط حِسابها من مدارها في جذور القرآن، مستودع اللغة ومخزونها، ومنشأ الضَبط والحِساب جاء من الأسماء، لقوله تعالى: وعلم ءادم الأسماء كُلَّهَا / الاية 31 في سورة البقرة، والتعليم لم يكن عشوائياً -حاشا لله- بل كانت له قواعد وأصول، ومن الأهمية بمكان أن حروف فواتح السور أثبَتَت أن للحرف حِساب، وقد حَدَ القرآن تاريخ اللغة بحدين، فأشار إلى يوم مَنْشَئِها في سورة البقرة وبَينَ تاريخ فسادها في سورة الأعراف.فقال في سورة البقرة (وعلم ءادم الأسماء كُلَّهَا) وقال في سورة الأعراف (إِنْ هِيَ إِلَّا أَسْمَاءٌ سَمَّيْتُمُوهَا أَنْتُمْ وَآبَاؤُكُمْ مَا أَنْزَلَ اللَّهُ بِهَا مِنْ سُلْطَانٍ) وقال أيضاً في سورة يوسف ( مَا تَعْبُدُونَ مِنْ دُونِهِ إِلَّا أَسْمَاءً سَمَّيْتُمُوهَا أَنْتُمْ وَاَبَاؤُكُمْ مَا أَنْزَلَ اللَّهُ بِهَا مِنْ سُلْطَانٍ....) ألآية (40).
وقال مثل ذلك لقريش في سورة النجم، وقد جرى توثيق فساد اللغة بالتدرج مِن زمن قوم عاد مروراً بالفراعنة أيام يوسف النبي، مُنتهياً بالعصر الجاهلي، فبعث الله مُحمداً وأنزل عليه القرآن، فأقام به اللغةَ وأعاد نشاطها، كما نشأت في عهد ءادم عليهم السلام جميعاً، وكَنَزَ في آياتِهِ علومَها
وأسرارها.
- ماهو الحقل

كثرت التعريفات الخاصة بمصطلح (فقه اللغة / فيلولوجي / philology) مثلما كثرت المؤلفات الخاصة بهذا الحقل والتي من أشهرها كتاب (فقه اللغة وسر العربية) لمؤلفه الفقيه اللغـوي عبد الملك بن محمد بن إسماعيل الثعالبي.
لكن بوسعنا اختزال التعريف الخاص بهذا العلم على أنه: التحليل التــــاريخي المقارن بين اللغات، وذلك بدراسة النصوص المكتوبة واكتشاف عناصر التشابه بين تلك اللغــات وملاحظة التغيرات التي تطرأ عليها عبر الزمن ومقارنة درجة القرابة بين اللغات المتشابهة والتحقق من روابط صلة النسب بينها '
- فنجد على الصعيد العالمي ان أستاذ اللسانيات السويسري فرديناند دى سوسور يعتبر المرجع الأقدم والعلامة الثقة في هذا الحقل حيث ألف كتابا ضخما أسماه / منهج في اللغويات العامة (Course in General Linguistics).

و من بعده جاء ليونارد بلوم فيلد الأمريكي أحد علماء اللغة وأهم الرواد في مجال اللغويات البنيوية خلال الثلاثينيات والأربعينيات من القرن العشرين بعد أن اصدر كتاباً أطلق عليه عنوان (اللغة) الذي اهله بقوة ليكون مؤسس المدرسة الأميركية في علم اللسانيات.
و بالرجوع إلى ابحاث علماء اللغة، نجد أن العامل المشترك الذي اتفق عليه جميع خبراء اللسانيات قديما وحديثا حول أصل اللغة هو (الصوت) فاللغة عندهم هي الأصوات والخطاب الصـادر عن لسان الإنسان.
وفي هذا الإطار نجد أن الفقيه والباحث اللغوي / محمد سعيد عبيد الله ، قد سبق أغــلب الباحثين في زمانه إلى تفصيل أصول اللغة من خلال البحث في الحروف وجذورها.
فأصدر كتابا مرجعيا في هذا الشأن عرف باسم (فقــــه الحروف)، إستند فيه إلى معجم ألفاظ القرآن الشهير ، وللكتاب رابطه الخاص
ونحن أمة خصها الله بخواص ومنحنا مزايا لا نظير لها فكانت اللغة على رأس تلك المزايا، الامـر الذي أهل عُلماء اللغة أن يكونوا على علم ودراية بمراتب أهل الأرض ومنازل السماء، ومرجع هذا يعود إلى كمال اللغة وفصاحة اللسان، ومن الجدير بالذكر ان اللغة قد نشأة في عهد ءادم لقول الله تعالى / وعلم ءادم الأسماء كلها 31 البقرة ثم فسدت مع تقلب الزمان لقول الله تعالى: أَتُجَادِلُونِي فِيَ أَسْمَآءٍ سَمّيْتُمُوهَآ أَنْتُمْ وَآبَآؤكُمُ مّا نَزّلَ اللّهُ بِهَا مِن سُلْطَانٍ
ومن الأهمية بمكان ان القرآن اعاد تنظيم اللغة وجمع شتاتها، ثم وقف على حروفها كما هو معلوم من فواتح السور، لقول الله تعالى / وَكَذَلِكَ أَوْحَيْنَا إِلَيْكَ قُرْءَانًا عَرَبِيًّا لِتُنْذِرَ أُمَّ الْقُرَى وَمَنْ حَوْلَهَا سورة الشورى آية 7، وحيث أن ام القرى أول منازل الإنسان فقد بقيت فيها بقايا من بلاغة اللغة وفصاحة اللسان، وتناثر حولها الكثير من المفردات لقول الله:وَلَقَدْ ضَرَبْنَا لِلنَّاسِ فِي هَذَا الْقُرْآنِ مِنْ كُلِّ مَثَلٍ لَعَلَّهُمْ يَتَذَكَّرُونَ (27) قُرْآنًا عَرَبِيًّا غَيْرَ ذِي عِوَجٍ لَعَلَّهُمْ يَتَّقُونَ (28)، أي ان كافة مفردات القراءن عربية خالصة متوازنة منضبطة في اطار اللغة، مُفَصلة في فصائل وأُسَر.

## وصلات خارجية
- http://www.fiqhalhuroof.com/
- www.fiqhalhuroof.com